# Alessandro Stradella
Antonio Alessandro Boncompagno Stradella (Bolonia, Italia, 3 de julio de 1643 - Génova, 25 de febrero de 1682) fue un compositor italiano de mediados del Barroco. Sus obras recogen las aportaciones de Monteverdi y Palestrina, estas contribuyeron a fijar las formas del aria, la cantata y el oratorio. Alessandro Stradella murió asesinado.

## Biografía
No se sabe mucho sobre las primeras etapas de la vida Stradella, pero nació en el seno de una familia aristocrática, estudió en Roma, donde completó su formación como músico, no se sabe con quién, y residió allí la mayor parte de su vida. Compuso copiosamente, se dedicó sobre todo a la ópera y la cantata, y comenzó a vivir una vida disoluta. Con un amigo trató de hacer una estafa con dinero de la Iglesia católica, pero fue descubierto. Por este motivo tuvo que huir de la ciudad, regresando solo mucho más tarde cuando él pensaba que estaba seguro. Por desgracia, sus numerosos asuntos desafortunados con mujeres comenzaron a crearle enemigos entre los poderosos hombres de la ciudad, y tuvo que salir de Roma para siempre.
En 1677 se trasladó a Venecia, donde fue contratado por un poderoso noble como tutor de música para su esposa. Como cabía esperar, Stradella en poco tiempo se convirtió en el amante de esta mujer y tuvo que huir del escarceo al ser descubierto. Pero esta vez el noble contrató a un grupo de asesinos para perseguirlo y matarlo, aunque fallaron en su encargo en Turín. Después Stradella se marchó a Génova, donde escribió óperas y cantatas. Lamentablemente se involucró de nuevo en asuntos de faldas, y esta vez el asesino contratado cumplió su cometido apuñalando a Stradella hasta matarlo. Desde entonces, Stradella se convirtió en el primer músico asesinado antes del siglo XX, seguido de Jean-Marie Leclair.
Stradella fue un compositor muy influyente en su tiempo, si bien su fama fue eclipsada después por Corelli, Vivaldi y otros. Su mayor aportación a la música es probablemente el haber creado el concerto grosso. Aunque Corelli haya publicado primeramente su obra con este título (Concerto Grosso Op. 6), Stradella claramente utiliza el formato anterior en una de sus Sonate di viole. Puesto que los dos se conocían, es probable que haya habido una influencia directa.
Stradella escribió al menos seis óperas, así como numerosas cantatas y oratorios. También compuso 27 piezas instrumentales, la mayoría para cuerdas y bajo continuo. Sus composiciones más representativas son los oratorios San Giovanni Battista (1675) y La Susanna (1681).

## En la ficción
Su colorida vida y la muerte sangrienta de la que fue víctima, y que fue ordenada por la poderosa familia Lomellini, dieron sin dudas una buena historia para una ópera acerca de su vida. Tres compositores han hecho óperas de su vida, siendo el más famoso Friedrich von Flotow con su Alessandro Stradella (Hamburgo, 1844).
El novelista estadounidense F. Marion Crawford también escribió una gran novela romántica, titulada Stradella (Macmillan 1909).
La ópera lírica más reciente que se inspira en la figura y la  música de Alessandro Stradella es "Ti vedo, ti siento, mi perdo" del compositor italiano Salvatore Sciarrino (1947), estrenada el 14 de noviembre de 2017 en el Teatro alla Scala de Milán.